# Parroy
Parroy település Franciaországban, Meurthe-et-Moselle megyében. Lakosainak száma 179 fő (2022. január 1.). Parroy Bures, Coincourt, Hénaménil, Laneuveville-aux-Bois és Mouacourt községekkel határos.

## Népesség
A település népességének változása:
| Lakosok száma | 232  | 517  | 190  | 170  | 162  | 163  | 166  | 171  | 171  | 179  |
|               | 1968 | 1982 | 1990 | 2006 | 2013 | 2015 | 2017 | 2019 | 2020 | 2022 |